# Карагайлинська селищна адміністрація
Карагайли́нська селищна адміністрація (каз. Қарағайлы кенттік әкімдігі, рос. Карагайлинская поселковая администрация) — адміністративна одиниця у складі Каркаралінського району Карагандинської області Казахстану. Адміністративний центр — селище Карагайли.
Населення — 3546 осіб (2021; 5100 у 2009, 6188 у 1999, 12299 у 1989).
Станом на 1989 рік існувала Карагайлинська селищна рада (смт Карагайли), село Актерек перебувало у складі Кайнарбулацької сільської ради.

## Склад
До складу округу входять такі населені пункти:
| Населений пункт   | Населення, осіб (1989) | Населення, осіб (1999) | Населення, осіб (2009) | Населення, осіб (2021) |
| ----------------- | ---------------------- | ---------------------- | ---------------------- | ---------------------- |
| Актерек, село     | 294                    | -                      | 250                    | 166                    |
| Карагайли, селище | 12005                  | 6188                   | 4850                   | 3380                   |